# Auxo
Segons la mitologia grega, Auxo (en grec antic: Αὐξώ) o Auxèsia (en grec antic: Αὔξησια) era una de les Hores, l'encarregada de fer créixer les plantes, i era adorada a Atenes juntament amb Hegèmone com una de les dues Càrites.
Heròdot diu que Auxo o Auxèsia, juntament amb Dàmia eren divinitats de la fertilitat adorades principalment a Trezè, Epidaure, Egina, Santorí i Esparta.
Pausànias diu que els habitants de Trezè expliquen que  Dàmia i Auxèsia o Auxo eren dues verges de Creta que es trobaven en aquella ciutat quan van esclatar uns disturbis, i les noies van morir lapidades per la facció contrària. Van ser divinitzades com a reparació i es celebrava una festa en el seu honor. Auxèsia i Dàmia es van identificar amb Dèmeter i Persèfone.